# Ornithodes harrimani
Ornithodes harrimani är en tvåvingeart som beskrevs av Daniel William Coquillett 1900. Ornithodes harrimani ingår i släktet Ornithodes och familjen hårögonharkrankar. Inga underarter finns listade i Catalogue of Life.